# Statue des Königs Chephren (JE 10062)
Die Statue des Königs Chephren im Ägyptischen Museum in Kairo mit der Inventarnummer JE 10062 (auch CG 14) stellt den altägyptischen König (Pharao) Chephren der 4. Dynastie (Altes Reich) dar, der etwa von 2570 bis 2530 v. Chr. regierte. Sie ist ein typisches Herrscherbildnis dieser Zeit und steht im Kontext der Monumentalarchitektur der Pyramiden-Zeit. Ursprünglich stand sie im Taltempel der Chephren-Pyramide in Gizeh, zusammen mit 23 ähnlichen Statuen. Der dunkelgraue Gneis wurde mit sehr hoher Kunstfertigkeit bearbeitet. Der Horus-Falke umschließt von hinten mit seinen Schwingen schützend den Kopf des Königs, ist aber in der Frontalansicht der Statue nicht zu sehen. Diese Darstellung drückt aus, dass der König sowohl unter dem Schutz des Horus steht, als auch eine Manifestation dieses Gottes auf Erden ist.

## Fundumstände

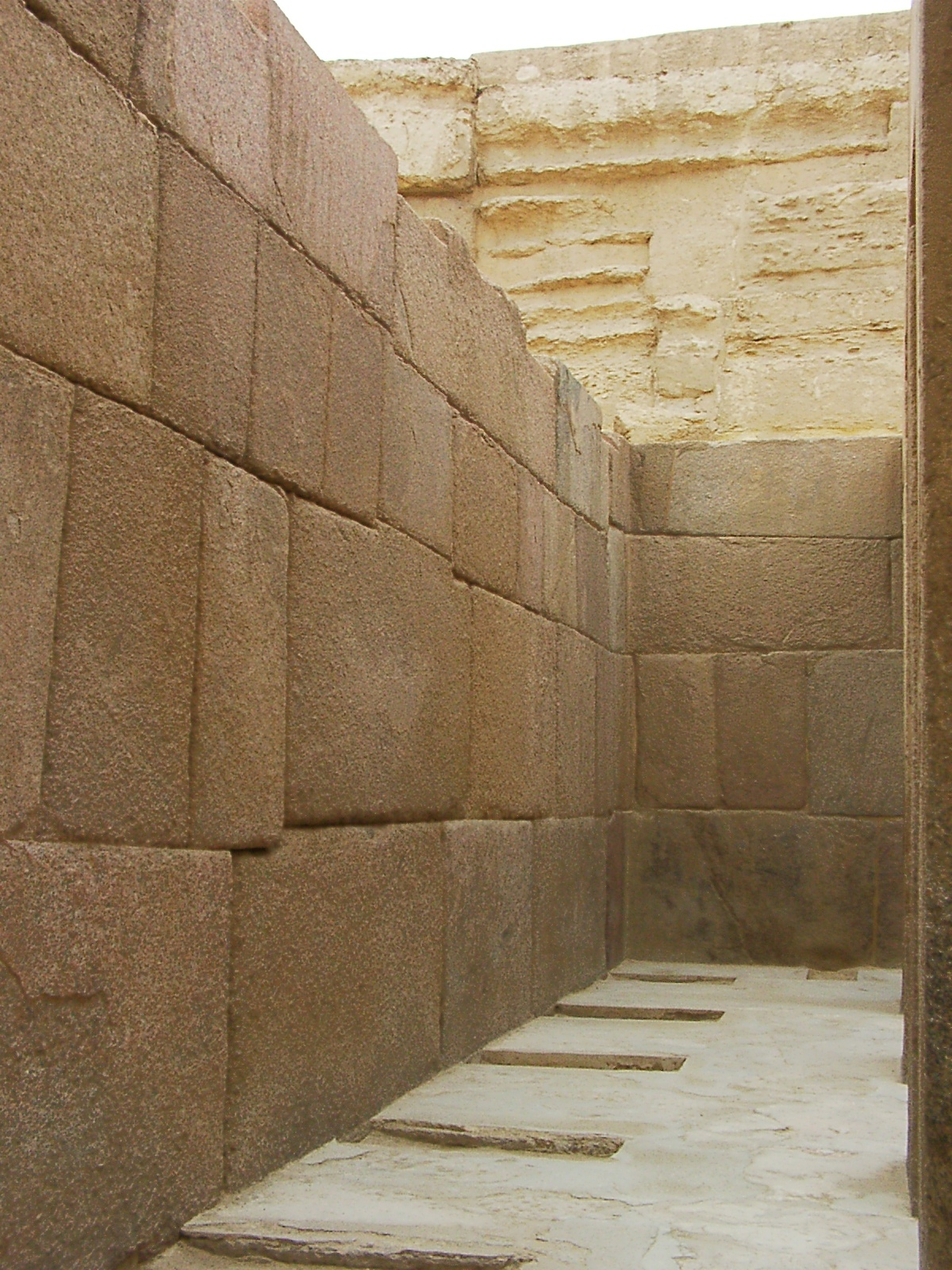
Vertiefungen im Taltempel des Chephren die Anzeigen, wo die Statuen ursprünglich standen.

Die Statue ist eine von 23 oder 24 Statuen, die ursprünglich in einer großen Halle des Taltempels der Chephren-Pyramide standen. Keine der Statuen wurde in situ gefunden, Vertiefungen im Boden zeigen aber die Position an, an der sie ursprünglich standen. Auguste Mariette fand bei Grabungen im Jahr 1860 neun davon (Inv.-Nr. CG 9 bis CG 17) sowie Fragmente einer zehnten (CG 378) in einem Schacht innerhalb des Taltempels. Aus unbekanntem Grund wurden sie dort begraben. Diese Statuen befinden sich heute im Ägyptischen Museum in Kairo. JE 10062 ist die bekannteste davon. Sie ist 168 Zentimeter hoch und fast vollständig erhalten.
Keine der im Taltempel gefundenen Statuen gleicht vollständig der anderen. Dies zeigt nach Gay Robins ein wichtiges Merkmal der ägyptischen Kunst, nämlich die Abneigung gegenüber der bedingungslosen Wiederholung. Geht man davon aus, dass die Statuen nicht bemalt waren, muss der dunkle Stein gegenüber dem mit rotem Granit und weißem Calcit verschalten Tempel eine besonders effektvolle Wirkung gehabt haben. Die geradlinigen Züge der Statuen harmonisierten mit den quadratischen Pfeilern und der geradlinigen Form des Tempels. Die Statuen lassen sich in zwei Gruppen teilen: Solche mit einem Thron mit hoher Lehne (zu der auch JE 10062 gehört) und solche mit einem einfachen Block ohne Lehne.

## Material und Technik
Die Statue besteht aus dunkelgrauem Gneis mit weißen und gelblichen Adern, der aus dem nubischen Toshka nahe dem 2. Nilkatarakt stammt. Dies zeigt die weitreichende Macht, die der ägyptische König bereits in dieser Zeit hatte. Sie weist eine extrem hohe Qualität auf. Der harte Stein wurde mit großer Kunstfertigkeit behauen und durch eine glatten Politur vollendet, die die Struktur des Steines besonders zutage fördert.
Die Arme sind mit dem Körper verbunden. Der Bart schließt sich durch einen dünnen Steg an den Körper an. Der Zwischenraum zwischen den Unterschenkeln ist nicht sehr tief ausgearbeitet. Zwischen den Füßen finden sich Spuren eines mit Röhrenbohrer hergestellten Bohrloches mit dem Rest des Steinkerns darin, außerdem Nägel mit Nagelhaut. Die Ohren sind besonders detailliert bearbeitet.

## Beschreibung

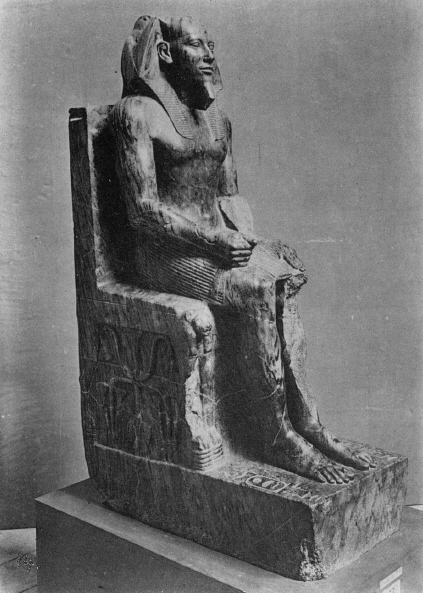
Gesamtansicht der Statue.

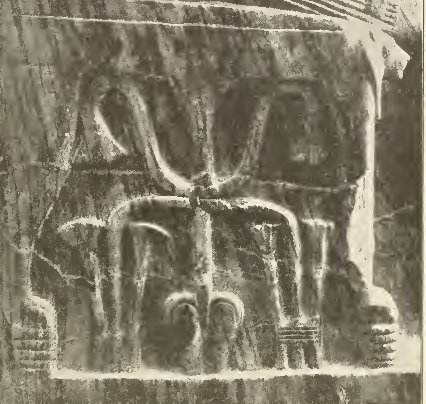
Detail: Darstellung der Vereinigung der beiden Länder auf der rechten Seite des Throns

Die Statue stellt den voll entfalteten Typ des Herrscherbildnisses aus der 4. Dynastie dar. Der König sitzt in majestätischer Haltung, geradeausblickend auf dem Thron. Die rechte Faust, welche ein zusammengelegtes Tuch umschließt, steht auf dem rechten Oberschenkel. Die linke Hand ruht flach auf dem linken Oberschenkel. Die Unterschenkel berühren sich fast mit den Waden und stehen parallel.
Der König trägt auf dem Kopf das königliche Nemes-Kopftuch. Als weiteres Königssymbol befindet sich auf der Stirn ganz flach anliegend die Uräusschlange und am Kinn der Königsbart in Gestalt eines geflochtenen, künstlichen Kinnbarts. Außerdem ist er mit einem Lendenschurz bekleidet, mit einer kaum merklichen Angabe des Gürtels und ohne Löwenschwanz. Das zusammengelegte Tuch in der rechten Faust tritt oben halbkugelig heraus und hängt unten mit zwei Enden am rechten Knie herab.
| F36 |

| F36 |

Auf der Oberseite des Fußbrettes zu beiden Seiten der Füße ist die Statue mit einem Namen und Titel des Chephren in gut beschnittenen, vertieften Hieroglyphen beschriftet.
Obwohl es sich um ein stark idealisiertes Bildnis des Herrschers handelt, sehen W. und B. Forman durchaus auch individuelle Züge, zum Beispiel die ausgeprägte, breite Nase, die sich, wenngleich in nicht so edler Form, bei der Alabasterstatuette des Königs (gleichfalls in den Beständen des Museums in Kairo) wiederholt.

## Erhaltung
Der linke Unterarm und Unterschenkel sind stark beschädigt, außerdem die rechte Faust und der rechte Unterarm, die zum Teil wieder angesetzt wurden. Am Thron fehlt der erste Löwenkopf und ein Stück aus den Vorderbeinen des rechten Löwen. Ebenfalls ist die rechte obere Ecke des Rückenpfeilers stark beschädigt.

## Interpretationen

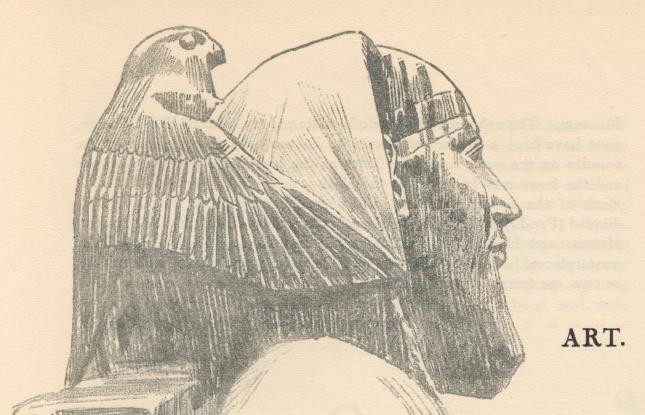
Detail: Kopf des Königs, der vom Horus-Falken umschlossen wird.

Dass der Hinterkopf des Königs und die Brust des Horus-Falken zu verschmelzen scheinen, drückt nach Gay Robins aus, dass der König sowohl unter dem Schutz des Horus steht, als auch eine Manifestation dieses Gottes auf Erden ist. Obwohl die Statue auf den ersten Blick als die von einer Person erscheint, interpretiert sie Zahi Hawass als Triade: Der König repräsentiert den verstorbenen Osiris, der Falke ist Horus und der Thron, auf welchem der König sitzt, ist das hieroglyphische Symbol für Isis.
Das Herrscherbildnis steht im Kontext der Monumentalarchitektur der Pyramiden-Zeit. Diese Gräber stehen für die göttliche Gestalt und überirdische Fortexistenz des Königs. Auch die Statuen symbolisieren das in Stein gehauene Königtum, weshalb die Könige immer als athletische Männer dargestellt wurden. Sie machen aus dem irdischen König ein übermenschliches Wesen, das sich in unmittelbarer Gemeinschaft mit den Göttern darstellen lässt. Die Statue des Chephren ist in ihrer Ikonographie mit dem Bart der Götter und ihn ihrem Stil, der sie in eine unnahbare Ferne entrückt, ein gültiges Bild des Gottkönigtums des frühen Alten Reiches.